# Reispapier

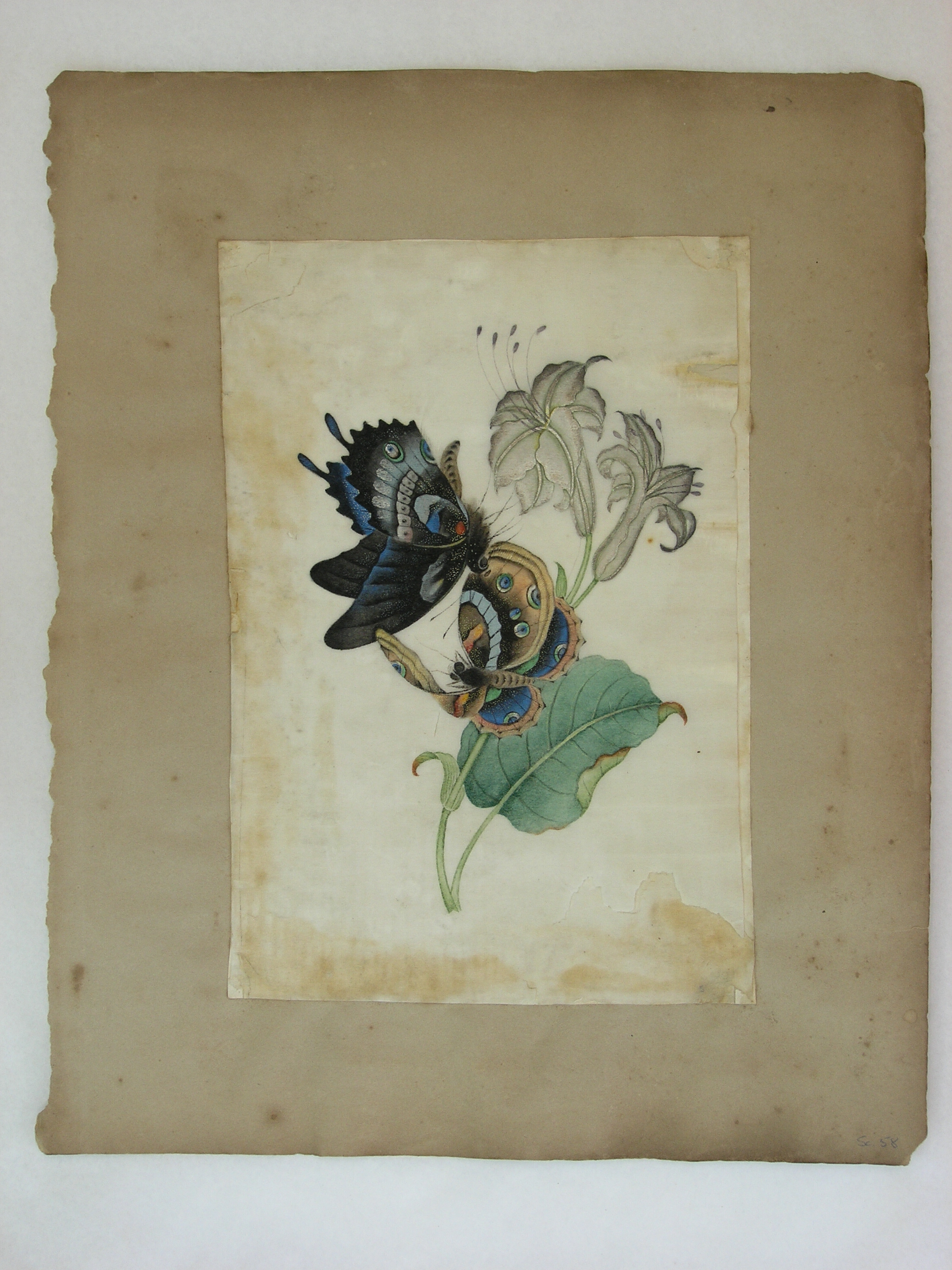
Zeichnung auf Reispapier

Reispapier ist ein Sammelbegriff für mehrere papierähnliche Materialien aus Ostasien, die aus verschiedenen Pflanzen hergestellt wurden: Chinapapier, Xuan-Papier, Japanpapier, Hanji (Koreanisches Papier) sowie Tibetisches Papier. – In einem anderen Kontext bezieht sich Reispapier auf dünn geschältes, getrocknetes Mark des Reispapierbaums (Tetrapanax papyrifer) (chinesisch kung shu), welches in Streifen geschnitten und anschließend gepresst wird. Es ist ein blattartiges „Papier“-Material und wurde weitgehend am Ende des 19. Jahrhunderts in Guangdong, China, als ein gemeinsames Trägermedium für Gouache-Gemälde verwendet, die an westliche Kunden der Ära verkauft wurden. Das Material wird hauptsächlich aus dem Mark von „Reispapierbäume“ genannten Arten aus der Familie der Araliengewächse (Araliaceae) gewonnen.

## Geschichte und Beschreibung

### Überblick
Reispapier wurde erstmals im Jahr 1637 in Südchina erwähnt. Es hat eine ausgesprochen weiße Farbe und eine schwammige, waffelartige Struktur. Der Name Reispapier wurde irrtümlich von den Engländern aufgrund der Weißheit des Papieres von weißem Reis abgeleitet, wiewohl das so bezeichnete Material nicht aus Reisstroh oder -mehl besteht. Der Begriff wurde zuerst im Chinesisch-Englischen Wörterbuch von Robert Morrison 1823 definiert, der auf die Verwendung der chinesischen Heilpflanze als Material für die Malerei sowie für die Herstellung von künstlichen Blumen und Schuhsohlen verwies.
Es gibt jedoch auch Papier aus Reisstroh; dies ist ein sehr grobes, billiges Papier und hat nichts mit dem Begriff Reispapier gemein.

### Chinesisches Reispapier
Unterschieden wird der Reispapierbaum (Tetrapanax papyrifer (Hook.) K.Koch) und der Tibetanische Reispapierbaum (Merrilliopanax alpinus (C.B. Clarke) C.B. Shang). Ersterer ist ein kleiner Baum, der in Taiwans und Japans Sumpfwäldern beheimatet ist und in China angebaut wird. Er wird bisweilen auch als Zierpflanze kultiviert. Die zweite Art ist in Tibet beheimatet. Diese Arten liefern die Grundlage für das sogenannte „chinesische Reispapier“.
Für die Herstellung werden die Pflanzenteile (Zweige) zunächst gekocht und von der Rinde befreit. Der zylinderförmige Kern des Marks der Zweige wird auf einer flachen und harten Fläche gegen ein Messer gerollt, wobei der Kern in dünne Lagen feinen, elfenbeinartigen Gewebes geschnitten wird. Das Papier eignet sich sehr gut für Aquarellbilder. Aufgrund seiner Textur ist es allerdings zum Schreiben weniger geeignet. Verschiedenartig gefärbt, wird dieses „Reispapier“ auch für die Herstellung von künstlichen Blumen genutzt.

### Japanisches Reispapier
Auch „japanisches Reispapier“ wird nicht aus Bestandteilen von Reispflanzen hergestellt.

## Essbares Reispapier
Verschiedene Sorten von Reis-Oblaten – aus Reismehl – sind essbar und werden irrtümlich als „Reispapier“ bezeichnet. Dies kann auch als Verpackung von Lebensmitteln benutzt werden.
Verwendung finden diese Reis-Oblaten auch in der Küche, etwa für Frühlingsrollen oder Teigtaschen. Dabei werden die Oblaten, welche meist aus einer Mischung von einem großen Anteil an Tapiokastärke und einem kleineren an Reismehl sowie Salz bestehen, vor der weiteren Verarbeitung in lauwarmem Wasser eingeweicht und danach abgetropft. Reis-Oblaten sind vielerorts abgepackt im asiatischen Lebensmittelfachhandel erhältlich. Verwendet werden sie u. a. in der Vietnamesischen Küche. Dort werden sie als „rice paper“, „rice sheets“ oder „spring roll skins“ bezeichnet. In China werden sie als „wafer paper“ bezeichnet.

Essbares Reispapier zur Trocknung ausgelegt (Vietnam)
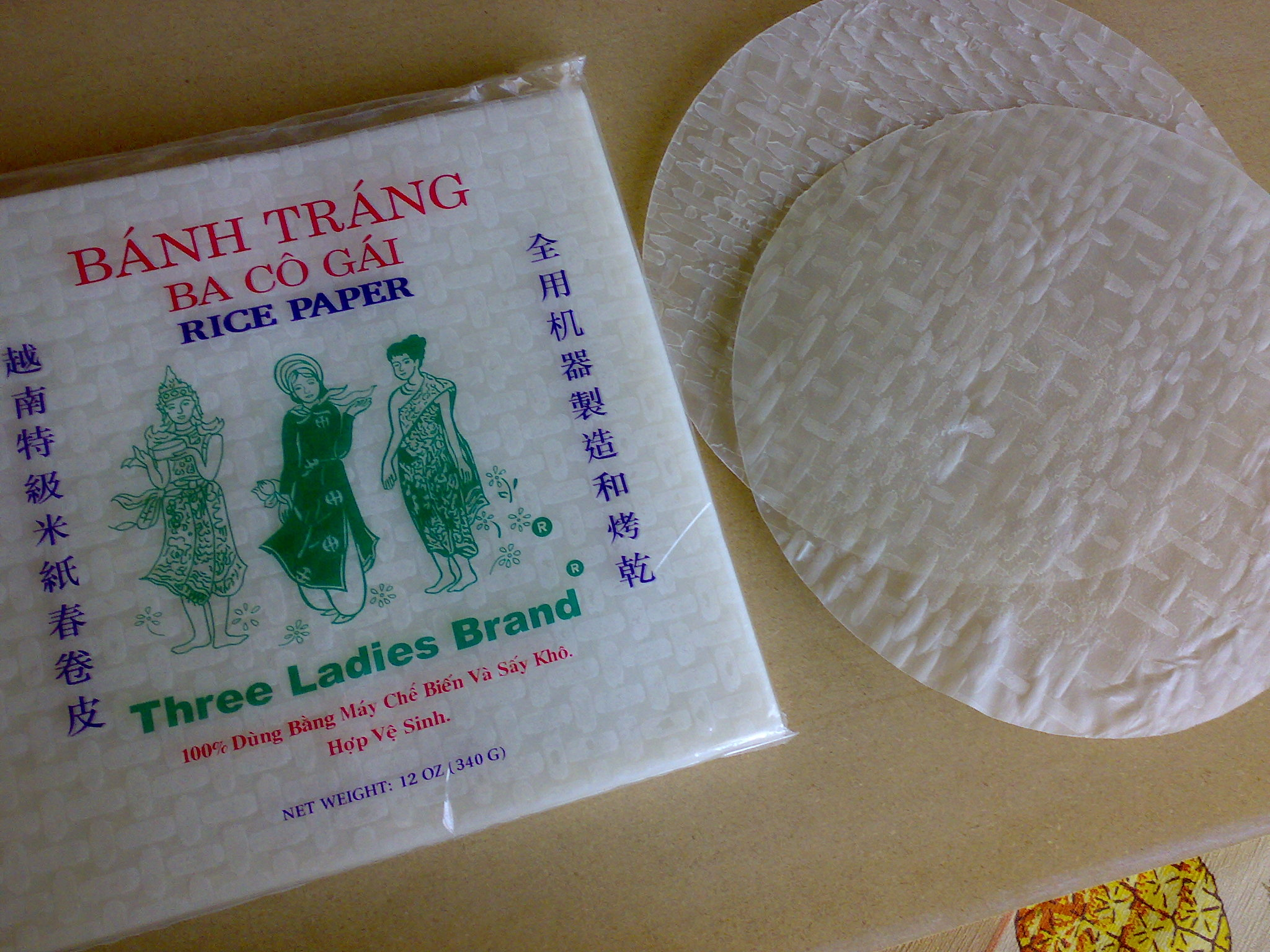
Essbares Reispapier, quadratische und runde Ausführung